# Тина Търнър
Тѝна Тъ̀рнър (на английски: Tina Turner) е американска поп и рок певица и киноактриса. Родена е като А̀на Мей Бу̀лък (Anna Mae Bullock) на 26 ноември 1939 г. в Нътбуш (в щата Тенеси), САЩ.
Кариерата ѝ продължава над половин век и тя получава широко признание и множество награди. Известна е с енергичното си сценично присъствие, мощни вокали и дълготрайна кариера. Родена и израснала в американския Юг, получава швейцарско гражданство през 2013 г.
Започва кариерата си като музикантка в средата на 50-те години, когато е наета като вокалистка на група „Кингс ъф Ритъм“ („Кралете на ритъма“) на Айк Търнър. Първите ѝ записи са през 1958 г. под името Литъл Ан (Малката Ан). Представена е на публиката под името Тина Търнър през 1960 г. като членка на „Айк енд Тина Търнър Ревю“. Успехът идва с поредица от големи хитове, отнесени към дуото, включително A Fool in Love („Влюбена глупачка“), River Deep – Mountain High („Дълбоко колкото река – високо колкото планина“, 1966), Proud Mary („Гордата Мери“, 1971) и Nutbush City Limits („Покрайнините на Нътбуш“, 1973). В автобиографията си I, Tina („Аз, Тина“) от 1986 г. разкрива няколко случая, в които понася сериозно домашно насилие от Айк, преди да се разделят през 1976 и разведат през 1978 г. Израства като баптистка, но сменя вярата си с будизма през 1974 г. По-късно споделя, че факторът, който я уравновесява през трудните времена, са религията и песнопението „Наму-мьохо-ренге-кьо“ (на японски: 南無妙法蓮華経, транслитерация по Хепбърн: Namu myōhō renge kyō), което е препратка към Лотосовата сутра.
След развода си с Айк Търнър изгражда наново кариерата си чрез изпълнения, макар че отначало има трудности при оставянето на отпечатък върху музикалните класации като солова изпълнителка. В края на месец май 1981 г. гостува в България. Изнася концерти в София (в зала „Универсиада“), Пловдив (в Летния театър), Бургас (два поредни в зала „Изгрев“) и Варна (в зала „Конгресна“ на Двореца на културата и спорта). В столицата участва в предаването „Всяка неделя“, в което дава интервю за Янчо Таков. Записва и рецитал, излъчен по време на новогодишната програма на Българската телевизия в края на годината, а междувременно „Балкантон“ издава и дългосвиреща плоча с нейни песни. В нейна памет навръх рождения ѝ ден през 2023 г. е поставена посмъртно почетна „Звезда на славата“ във фоайето на бургаската зала.
През следващите години се завръща с нова поредица от хитове, започвайки със сингъла Let's Stay Together („Нека останем заедно“) от 1983 г., последван от издаването през следващата година на петия ѝ солов албум Private Dancer („Частна танцьорка“), носещ успехи по цял свят. Заглавието на най-успешния сингъл от него – What's Love Got to Do with It („Какво общо има любовта с това“) – е използвано по-късно като заглавие на биографичния игрален филм от 1993 г., адаптиран по нейната автобиография.
Освен като музикален творец Търнър се радва на успех и в киното. Играе роля в рок мюзикъла от 1975 г. „Томи“ и главната роля в блокбъстъра „Лудия Макс 3“ с Мел Гибсън, както и кратка поява в „Последният екшън герой“ от 1993 г.
Едно от най-популярните имена в шоубизнеса, тя е наричана още Кралицата на рокендрола. Определяна е като най-успялата жена в рока със своите осем награди „Грами“ и за продадените си концертни билети повече от всеки друг солов изпълнител в историята. Общите продажби на албумите и синглите ѝ наброяват около 100 милиона бройки по света.
През 2008 г. се връща от полуоттеглянето си, за да предприеме турнето „Тина!“ по повод 60-годишния си юбилей. Турнето ѝ се превръща в едно от най-силно продаващите се представления за 2008 и 2009 г. Списание „Ролинг Стоун“ я нарежда на 63-то място в списъка на 100-те най-велики творци за всички времена. През 1991 г. получава място в Залата на славата на рокендрола.

## Биография

### Произход и младежки години
Както е присъщо на талантливите във вокално отношение деца от афроамерикански произход, Тина започва да пее в църковния хор и се увлича от блуса и соула.

### Айк и Тина Търнър
Тина Търнър започва професионалната си кариера в нощните клубове на Сейнт Луис през 1956 г. Там тя среща музиканта Айк Търнър, който по-късно става неин съпруг. След няколко години двамата създават една от най-известните групи на соул музиката – „Айк и Тина Търнър“ (Ike & Tina Turner).
През периода 1960 – 1979 г. са издадени редица албуми на групата, част от които стават много известни. Айк попада под зависимостта на алкохола и наркотиците, поради което отношенията в групата се влошават и се разпада на практика през 1975 г., а през следващата година семейството се развежда.

### Самостоятелна кариера
Разпадането на групата се отразява зле върху набиращата популярност Тина Търнър и в продължение на няколко години тя не успява да се осъществи като певица. Отгледана като баптистка, тя приема будизма през 1974 г., насочвайки се към течението на Ничирен и неговото специфично пеене в особено трудния момент от живота си. След развода си с Айк Търнър изгражда наново кариерата си, създавайки хитове постепенно.
През месец май 1981 г. гостува в България, изнасяйки концерти в София, Пловдив, Бургас и Варна, както и рецитал, излъчен по време на новогодишната програма на Българската телевизия. Издадена е и дългосвиреща плоча от „Балкантон“. Дава интервю за Янчо Таков в предаването „Всяка неделя“.
Едва през 1982 г. името ѝ се появява отново в класациите и за няколко години прави бляскава кариера. През 1983 г. издава хитовата песен Let's Stay Together („Нека останем заедно“), а през следващата излиза петият ѝ солов албум Private Dancer („Частна танцьорка“). Периодът от 1984 до 1992 г. е низ от успехи за нея и добива статут на рокзвезда от световна величина.
През 1985 г. получава три награди „Грами“, а видеоклиповете ѝ са сред бестселърите. През това време работи заедно с Брайън Адамс, Дейвид Боуи, Марк Нопфлър и Мик Джагър.
Първата ѝ роля в киното е във филмовата версия на рок операта „Томи“ от 1975 г., а през 1985 г. участва в „Лудия Макс 3“ с Мел Гибсън.
През 1989 г. песента The Best („Най-добрият“), позната по-широко като Simply the Best („Просто най-добрият“) и включена в албума ѝ Foreign Affair („Чужда афера“) от същата година, е всъщност кавър на едноименната песен от репертоара на Бони Тайлър. С годините става една от най-знаковите в творчеството ѝ и е позната най-вече именно в нейно изпълнение.

### Смърт
През 2016 г. ѝ е открит рак на дебелото черво, а през 2017 г. ѝ е присаден бъбрек.
Умира на 83-годишна възраст на 24 май 2023 г. в дома си в Кюснахт, Швейцария след дълго боледуване. След частно поклонение тялото ѝ е кремирано.

## Дискография
| Студийни албуми - 1974 – Tina Turns the Country On! - 1975 – Acid Queen - 1978 – Rough - 1979 – Love Explosion - 1984 – Private Dancer - 1986 – Break Every Rule - 1989 – Foreign Affair - 1996 – Wildest Dreams - 1999 – Twenty Four Seven Концертни албуми - 1998 – Tina Live in Europe - 2009 – Tina Live Сборни албуми - 1991 – Simply the Best - 2004 – All the Best - 2008 – Tina! - 2014 – Love Songs | Саундтракове - 1985 – Mad Max Beyond Thunderdome - 1993 – What's Love Got to Do with It Видео албуми - 1979 – Wild Lady of Rock - 1982 – Nice 'n' Rough - 1984 – Private Dancer – The Videos - 1985 – Private Dancer Tour - 1986 – What You See Is What You Get - 1986 – Break Every Rule: The Videos - 1988 – Live in Rio '88 - 1989 – Foreign Affair – The Videos - 1991 – Do You Want Some Action? Live in Barcelona 1990 - 1991 – Simply the Best: The Video Collection - 1992 – The Girl from Nutbush - 1993 – What's Love…? Live - 1997 – Live in Amsterdam – Wildest Dreams Tour - 1997 – Behind the Dreams - 2000 – Celebrate! – 60th Birthday Special - 2001 – One Last Time Live in Concert - 2005 – All the Best – The Live Collection - 2009 – Tina Live |

### Сингли
| - 1975 – Baby, Get It On - 1976 - Whole Lotta Love - The Acid Queen - 1978 - Viva La Money - Root, Toot, Undisputable Rock 'n' Roller - Sometimes When We Touch - Night Time Is the Right Time - 1979 - Love Explosion - Back Stabbers - Music Keeps Me Dancin' | - 1983 – Let's Stay Together - 1984 - Help! - What's Love Got to Do with It - Better Be Good to Me - 1985 - Private Dancer - I Can't Stand the Rain - Show Some Respect - We Don't Need Another Hero - One of the Living - 1986 - Typical Male - Back Where You Started - Two People - Girls - 1987 - What You Get Is What You See - Break Every Rule - Paradise Is Here - Afterglow - 1988 - Nutbush City Limits (Live) - Addicted to Love (Live) - Tonight (Live) - A Change Is Gonna Come (Live) - 1989 - 634-5789 (Live) - The Best - I Don't Wanna Lose You | - 1990 - Steamy Windows - Look Me in the Heart - Foreign Affair - Be Tender with Me Baby - 1991 - Nutbush City Limits (The 90s Version) - Way of the World - Love Thing - I Want You Near Me - 1992 – (Simply) The Best - 1993 - I Don't Wanna Fight - Disco Inferno - Why Must We Wait Until Tonight - Proud Mary - 1995 – GoldenEye - 1996 - Whatever You Want - On Silent Wings - Missing You - Something Beautiful Remains - Unfinished Sympathy - In Your Wildest Dreams - 1999 – When the Heartache Is Over | - 2000 - Whatever You Need - Don't Leave Me This Way - Talk to My Heart - 2004 – Open Arms - 2005 – Complicated Disaster |

## Филмография

### Филми
- 1975 – „Томи“
- 1985 – „Лудия Макс 3“
- 1993 – „Последният екшън герой“

### Видеоклипове
| Година | Песен                          | Албум                         |
| ------ | ------------------------------ | ----------------------------- |
| 1983   | Let's Stay Together            | Private Dancer                |
| 1984   | Help!                          | Private Dancer                |
| 1984   | What's Love Got to Do with It  | Private Dancer                |
| 1984   | Better Be Good to Me           | Private Dancer                |
| 1984   | Private Dancer                 | Private Dancer                |
| 1985   | We Don't Need Another Hero     | Mad Max Beyond Thunderdome    |
| 1985   | One of the Living              | Mad Max Beyond Thunderdome    |
| 1986   | Typical Male                   | Break Every Rule              |
| 1986   | Two People                     | Break Every Rule              |
| 1986   | Overnight Sensation            | Break Every Rule              |
| 1987   | What You Get Is What You See   | Break Every Rule              |
| 1987   | Break Every Rule               | Break Every Rule              |
| 1987   | Paradise Is Here               | Break Every Rule              |
| 1989   | The Best                       | Foreign Affair                |
| 1989   | Steamy Windows                 | Foreign Affair                |
| 1989   | I Don't Wanna Lose You         | Foreign Affair                |
| 1990   | Foreign Affair                 | Foreign Affair                |
| 1990   | Look Me in the Heart           | Foreign Affair                |
| 1991   | Nutbush City Limits            | Simply the Best               |
| 1991   | Way of the World               | Simply the Best               |
| 1992   | Love Thing                     | Simply the Best               |
| 1992   | I Want You Near Me             | Simply the Best               |
| 1993   | I Don't Wanna Fight            | What's Love Got to Do with It |
| 1993   | Why Must We Wait Until Tonight | What's Love Got to Do with It |
| 1993   | Disco Inferno                  | What's Love Got to Do with It |
| 1993   | Proud Mary                     | What's Love Got to Do with It |
| 1995   | GoldenEye                      | Wildest Dreams                |
| 1996   | Whatever You Want              | Wildest Dreams                |
| 1996   | On Silent Wings                | Wildest Dreams                |
| 1996   | Missing You                    | Wildest Dreams                |
| 1996   | Something Beautiful Remains    | Wildest Dreams                |
| 1996   | In Your Wildest Dreams         | Wildest Dreams                |
| 1999   | When the Heartache Is Over     | Twenty Four Seven             |
| 2000   | Whatever You Need              | Twenty Four Seven             |

## Турнета
- 1977 – Australian Tour
- 1978 и 1979 – The Wild Lady of Rock Tour
- 1982 – Nice 'n' Rough Tour
- 1984 – 1984 World Tour
- 1985 – Private Dancer Tour
- 1987 и 1988 – Break Every Rule World Tour
- 1990 – Foreign Affair: The Farewell Tour
- 1993 – What's Love? Tour
- 1996 и 1997 – Wildest Dreams Tour
- 2000 – Twenty Four Seven Tour
- 2008 и 2009 – Tina!: 50th Anniversary Tour